# Страский, Ян
Ян Страский (чеш. Jan Stráský; 24 декабря 1940[…], Пльзень, Пльзень-город[…] или Прага — 6 ноября 2019[…], Штербоголы) — чешский государственный и политический деятель.

## Биография
Окончил Карлов университет в Праге. Долгое время работал в Центральном банке Чехословакии. Член Гражданской демократической партии в 1991—1998.
Последний премьер-министр Чехословакии 2 июля — 31 декабря 1992. Одновременно 20 июля — 31 декабря 1992 исполнял обязанности президента Чехословакии, являясь, таким образом, последним в истории руководителем этого государства.
Позже занимал ряд министерских постов в правительствах Чехии.